# Chevannes (Yonne)
Chevannes és un municipi francès, situat al departament del Yonne i a la regió de Borgonya - Franc Comtat. L'any 2007 tenia 2.154 habitants.

## Demografia

### Població
El 2007 la població de fet de Chevannes era de 2.154 persones. Hi havia 851 famílies, de les quals 153 eren unipersonals (44 homes vivint sols i 109 dones vivint soles), 306 parelles sense fills, 327 parelles amb fills i 65 famílies monoparentals amb fills.
La població ha evolucionat segons el següent gràfic:
Habitants censats

### Habitatges
El 2007 hi havia 933 habitatges, 855 eren l'habitatge principal de la família, 35 eren segones residències i 44 estaven desocupats. 894 eren cases i 36 eren apartaments. Dels 855 habitatges principals, 718 estaven ocupats pels seus propietaris, 124 estaven llogats i ocupats pels llogaters i 12 estaven cedits a títol gratuït; 8 tenien una cambra, 29 en tenien dues, 109 en tenien tres, 241 en tenien quatre i 467 en tenien cinc o més. 709 habitatges disposaven pel capbaix d'una plaça de pàrquing. A 318 habitatges hi havia un automòbil i a 486 n'hi havia dos o més.

### Piràmide de població
La piràmide de població per edats i sexe el 2009 era:
| Homes | Edats   | Dones |
| ----- | ------- | ----- |
| 0     | 95 o +  | 0     |
| 0     | 90 a 94 | 4     |
| 8     | 85 a 89 | 24    |
| 4     | 80 a 84 | 0     |
| 28    | 75 a 79 | 32    |
| 28    | 70 a 74 | 40    |
| 16    | 65 a 69 | 28    |
| 32    | 60 a 64 | 40    |
| 60    | 55 a 59 | 28    |
| 100   | 50 a 54 | 116   |
| 96    | 45 a 49 | 116   |
| 88    | 40 a 44 | 60    |
| 56    | 35 a 39 | 88    |
| 72    | 30 a 34 | 56    |
| 52    | 25 a 29 | 76    |
| 44    | 20 a 24 | 36    |
| 48    | 15 a 19 | 72    |
| 120   | 10 a 14 | 68    |
| 68    | 5 a 9   | 68    |
| 48    | 0 a 4   | 44    |

## Economia
El 2007 la població en edat de treballar era de 1.483 persones, 1.129 eren actives i 354 eren inactives. De les 1.129 persones actives 1.057 estaven ocupades (552 homes i 505 dones) i 72 estaven aturades (35 homes i 37 dones). De les 354 persones inactives 167 estaven jubilades, 97 estaven estudiant i 90 estaven classificades com a «altres inactius».

### Ingressos
El 2009 a Chevannes hi havia 893 unitats fiscals que integraven 2.366,5 persones, la mediana anual d'ingressos fiscals per persona era de 20.625 €.

### Activitats econòmiques
Dels 61 establiments que hi havia el 2007, 1 era d'una empresa extractiva, 2 d'empreses alimentàries, 2 d'empreses de fabricació d'altres productes industrials, 12 d'empreses de construcció, 13 d'empreses de comerç i reparació d'automòbils, 3 d'empreses de transport, 3 d'empreses d'hostatgeria i restauració, 1 d'una empresa d'informació i comunicació, 1 d'una empresa financera, 1 d'una empresa immobiliària, 4 d'empreses de serveis, 13 d'entitats de l'administració pública i 5 d'empreses classificades com a «altres activitats de serveis».
Dels 19 establiments de servei als particulars que hi havia el 2009, 1 era una oficina de correu, 1 una oficina bancària, 1 taller de reparació d'automòbils i de material agrícola, 2 paletes, 1 guixaire pintor, 1 fusteria, 4 lampisteries, 3 electricistes, 2 perruqueries, 2 restaurants i 1 saló de bellesa.
Dels 4 establiments comercials que hi havia el 2009, 1 era una gran superfície de material de bricolatge, 1 una botiga de més de 120 m² i 2 fleques.
L'any 2000 a Chevannes hi havia 20 explotacions agrícoles que ocupaven un total de 864 hectàrees.

## Equipaments sanitaris i escolars
Els 2 equipaments sanitaris que hi havia el 2009 eren farmàcies.
El 2009 hi havia 1 escola maternal i 1 escola elemental.

## Poblacions més properes
El següent diagrama mostra les poblacions més properes.